# Једном кад нам дођу сиједе
Једном кад нам дођу сиједе је дебитантски соло албум српског певача Жељка Самарџића, издат 1987. године за Југодиск. Пре овог албума Жељко је снимио један албум Имена нису важна као вокалиста групе Рондо. Продуцент албума је Брано Ликић. Музику већине песама написао је Кемал Монтено.

## Списак песама
Аутор(и) свих песама: Кемал Монтено осим 8 Иван Винковић.
| №  | Назив                      | Текст             | Трајање |  |
| 1. | Једном кад нам дођу сиједе | Мишо Марић        | 3:12    |  |
| 2. | Откад си отишла            | Јакша Фиаменго    | 3:00    |  |
| 3. | Гладан сам те              | Мишо Марић        | 3:31    |  |
| 4. | Рођена за мене             | Кемал Монтено     | 4:02    |  |
| 5. | Спопала ме једна жена      | Добривоје Шешлија | 3:05    |  |
| 6. | Једне ноћи једне зиме      | Јакша Фиаменго    | 3:23    |  |
| 7. | Пролила се чаша моја       | Миро Мештровић    | 3:00    |  |
| 8. | Засвирај ми мало друже     | Џенан Салковић    | 3:38    |  |